# Islom Tukhtakhodjaev
Islom Tukhtahujaev (tiếng Uzbek: Islom Toʻxtaxoʻjayev, Ислом Тўхтахўжаев; sinh ngày 30 tháng 10 năm 1989 ở Fergana) là một cầu thủ bóng đá người Uzbekistan thi đấu ở vị trí hậu vệ cho Lokomotiv Tashkent.

## Sự nghiệp
Islom là một cầu thủ trẻ Uzbekistan thi đấu quốc tế, khi đại diện quốc gia ở các cấp độ U-19 và U-20. Anh cũng khoác áo đội tuyển quốc gia.

## Thống kê sự nghiệp

### Bàn thắng quốc tế
Tỉ số và kết quả liệt kê bàn thắng của Uzbekistan trước
| Bàn thắng | Ngày                 | Địa điểm                                     | Đối thủ  | Tỉ số | Kết quả | Giải đấu                 | Nguồn |
| --------- | -------------------- | -------------------------------------------- | -------- | ----- | ------- | ------------------------ | ----- |
| 1.        | 31 tháng 3 năm 2015  | Sân vận động Ajinomoto, Chōfu, Nhật Bản      | Nhật Bản | 1–3   | 1–5     | Giao hữu                 |       |
| 2.        | 10 tháng 10 năm 2019 | Sân vận động Pakhtakor, Tashkent, Uzbekistan | Yemen    | 4–0   | 5–0     | Vòng loại World Cup 2022 |       |

## Danh hiệu

### Câu lạc bộ
Lokomotiv
- Giải bóng đá vô địch quốc gia Uzbekistan (2): 2016, 2017
- Cúp bóng đá Uzbekistan (3): 2014, 2016, 2017
- Siêu cúp bóng đá Uzbekistan (1): 2015